# Malformació arteriovenosa
La malformació arteriovenosa o MAV és una connexió anòmala directa entre artèries i venes, sense la interposició fisiològica i habitual d'una xarxa de capil·lars entre els dos sistemes. Típicament congènita, aquesta anomalia vascular és àmpliament coneguda per la seva ocurrència al sistema nerviós central (generalment MAV cerebral), però pot aparèixer a qualsevol regió del cos. La clínica és variable, pot ser tant asimptomàtica com causar dolor o sagnat intens i donar peu a altres patologies serioses.

## Signes i símptomes
Els símptomes d'una MAV variaran en funció de la localització d'aquesta. La majoria de casos es troben al cervell i donen pocs o cap símptoma i la malformació és descoberta durant una autòpsia o durant un procediment diagnòstic o terapèutic d'una patologia no relacionada (el que es coneix com a "troballa accidental"). En casos poc freqüents, l'expansió o el microsagnat d'aquesta MAV cerebral pot causar epilèpsia, dèficits neurològics o dolor.
Els símptomes més generals d'una MAV cerebral inclouen cefalea (34%) i convulsions epilèptiques (46%), amb clínica més o menys específica segons la localització concreta i segons l'individu. Pot donar:
- Dificultats per la coordinació de moviments, debilitat muscular o inclús paràlisi.
- Vertigen (mareig).
- Dificultats per la parla (disàrtria) i per la communicació, com ara afàsia.
- Dificultats per a les activitats diàries, com ara apràxia.
- Alteracions sensitives com formigueig o dolor espontani.
- Alteracions de la memòria i el pensament, com ara confusió, demència o al·lucinacions.

Quant a la de forma presentació d'una malformació arteriovenosa cerebral, també hi ha variabilitat:
- Hemorràgia (45% dels casos). En MAVs no trencades el risc de sagnat és <1% anual i, després d'una primera ruptura, la probabilitat de recurrència ja augmenta al 5%.[3] En funció de la regió d'aquesta hemorràgia, pot ser que s'instauri un dèficit neurològic.
- Parkinsonisme
- Aparició aguda de cefalea intensa. El pacient pot ser que la descrigui com el pitjor mal de cap que ha tingut.
- Convulsions per activitat epilèptica cerebral. Segons el lloc afectat, pot comportar pèrdua de visió.
- Dèficit neurològic progressiu (21%).
- En pacients pediàtrics pot originar fallada cardíaca, macrocefàlia o venes del cuir cabellut prominents.

Malformacions arteriovenoses pulmonars
Una MAV a la circulació pulmonar origina un shunt de dreta a esquerra. Serà asimptomàtica en un 29% dels casos, tot i que també pot provocar complicacions serioses com ara hemorràgia i infecció. Està freqüentment associat amb telangiectàsia hemorràgica hereditària.

## Fisiopatologia

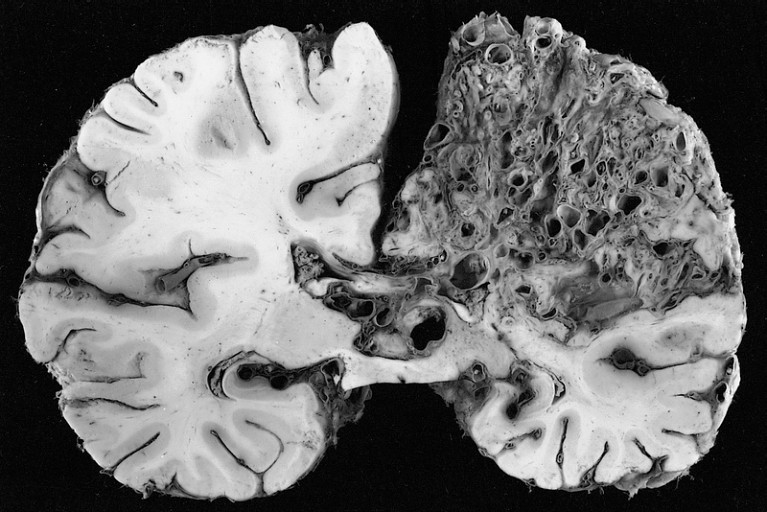
Vista macroscòpica d'una malformació arteriovenosa cerebral a lòbul parietal, corresponent a una peça d'autòpsia.

Al sistema circulatori, les artèries transporten sang des del cor cap als pulmons i la resta de l'organisme i després normalment la sang passa a través dels capil·lars -on s'allibera oxigen i es reabsorbeixen productes de rebuig com el diòxid de carboni (CO2)- abans que les venes retornir la circulació al cor. Una malformació arteriovenosa provocarà que no es doni el pas pel llit capil·lar. Sovint aquestes AVMs es formaran al cervell i a la medul·la espinal, però es poden originar a altres regions del cos.
Com en l'AVM s'evita l'efecte de reducció del flux sanguini que duen a terme els capil·lars, la malformació pot anar creixent progressivament a mesura que el flux de sang que hi passa s'incrementa. L'entramat vascular resultant és sol anomenar nidus ("niu" en llatí), el qual pot ser extremadament fràgil i ser propens a sagnar com a conseqüència de la connexió anòmala entre vasos de grans pressions (artèries) i vasos de baixa pressió (venes). Un indicatiu és un soroll pulsàtil (com un "whoosh") a causa del ràpid flux entre aquestes estructures vasculars que ha rebut el terme de bruit ("soroll" en francès). De fet, si l'AVM és severa, aquest soroll pot produir un símptoma audible que pot interferir en el descans del pacient i provocar estrès psicològic.

## Diagnòstic

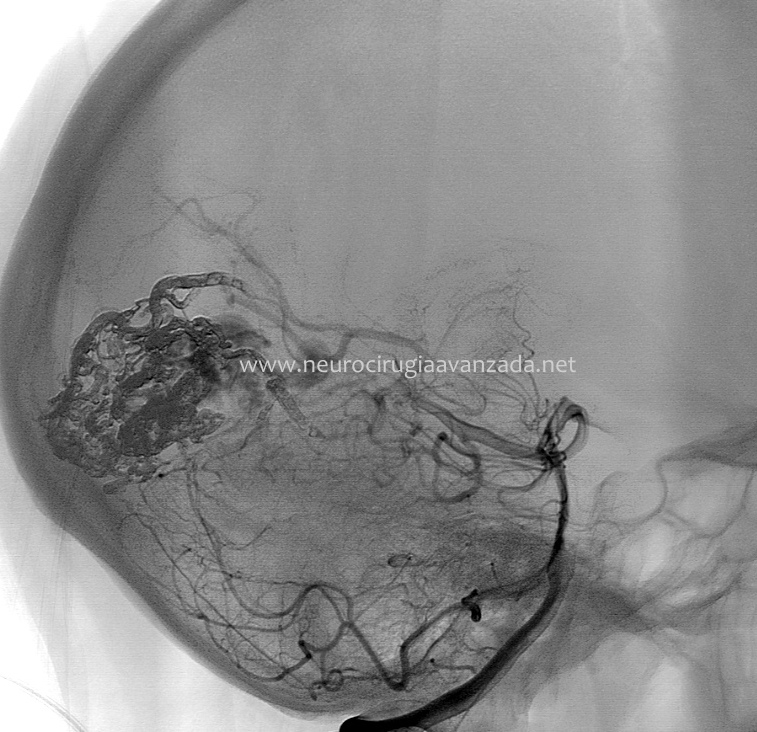
Malformació arteriovenosa cerebral de circulació posterior, vista per angiografia.

Les malformacions arteriovenoses són diagnosticades principalment a través de les següents tècniques d'imatge:
- Tomografia computada (TC): tècnica no invasiva que usa raigs X. Una tecnologia més moderna anomenada angio-TC inclou la injecció de contrast intravenós i permet veure les estructures vasculars cerebrals amb bona resolució.
- Ressonància magnètica (RM): tècnica no invasiva que utilitza radiació no ionitzant (camps magnètics i ones de radiofreqüència). Té l'avantatge que no irradia el pacient.
- Angio-RM: usa constrast de gadolini.

Els procediments diagnòstics amb contrast (angiografia) ja són més invasius ja que cal col·locar un catèter intravenós per a l'administració.
Les regions del cos on poden originar-se malformacions arteriovenoses, són: cervell (la més freqüent amb diferència), melsa, pulmó, ronyó, medul·la espinal, fetge, espai intercostal, iris, cordó espermàtic i extremitats.
En el diagnòstic d'una MAV cal tenir en compte que aquestes poden aparèixer aïllades o associades a alguna altra malaltia, com per exemple: síndrome de Von Hippel-Lindau o la telangiectàsia hemorràgica hereditària (també anomenada malaltia de Rendu-Osler-Weber) . També s'ha vist que una malformació arteriovenosa podria associar-se amb estenosi aòrtica.

## Tractament
El tractament per MAVs cerebrals pot ser simplement simptomàtic, complementat amb un seguiment de neurologia per possibles episodis de convulsions, cefalees o dèficits neurològics. Tot i així, el tractament específic d'una malformació arteriovenosa inclou l'embolització endovascular, la neurocirurgia o la radiocirurgia. L'embolització, que consisteix en aturar la irrigació de la MAV a través de taponar el vas amb oclusors (que poden ser de diferents tipus) introduits guiats radiològicament amb un catèter, sovint s'usa com a complement a la neurocirurgia o la radiocirurgua, però rarament és exitosa per si sola excepte en casos de malformacions petites.
Si una MAV cerebral es detecta abans que origini un ictus, sovint les artèries que nodreixen el nidus es tanquen per prevenir-ne el risc. El tractament intervencionista pot ser relativament perillós a curt termini.
Quant a les malformacions arteriovenoses pulmonars, es sol realitzar únicament l'embolització endovascular i aquest es considera el tractament estàndard.

## Epidemiologia
El ratio aproximat de deteccions de malformacions arteriovenoses als Estats Units és d'1,4/100.000 per any. Sovint es presenta entre els 15 i 20 anys d'edat, tot i que també pot manifestar-se posteriorment.